# Battaglia di Kelja
La battaglia di Kelja, combattuta dal 25 al 27 dicembre 1939 nei pressi del villaggio di Kelja (attualmente Portovoe, in Russia) è stata un episodio della guerra d'inverno

## Contesto
Nelle settimane che precedettero l'attacco sovietico contro la Finlandia l'intero settore di Taipale venne sottoposto a costanti bombardamenti e attacchi di fanteria, respinti dall'artiglieria finlandese. Il 18 dicembre gli attacchi sovietici si interruppero per poi riprendere qualche giorno dopo.

## La battaglia
La mattina presto del 25 dicembre le truppe dell'Armata Rossa attraversarono le acque ghiacciate del lago Suvanto e, coperti da un'intensa nevicata, riuscirono a cogliere di sorpresa le difese finlandesi. I sovietici bombardarono il forte di Patoniemi e raggiungere la testa di ponte di Kelja. Qui l'artiglieria finlandese riuscì a respingere l'avanzata nemica e ad allertare il proprio quartier generale.
Il giorno successivo i sovietici cercarono di inviare rinforzi e le forze finlandesi organizzarono due contrattacchi. La mattina del 26 dicembre una compagna finlandese attaccò le posizioni sovietiche ma venne respinta dal fuoco nemico. Durante la notte una divisione sovietica cercò di rafforzare le posizioni sulla riva del lago Suvanto ma venne individuata e respinta.
Il 27 dicembre i finlandesi lanciarono un ulteriore contrattacco preceduto da un bombardamento di artiglieria. I sovietici riuscirono a resistere per qualche ora ma furono infin costretti a ritirarsi.

## Conseguenze
L'attacco sovietico fallì ma riuscì comunque a ottenere l'obiettivo di ridurre notevolmente la quantità di truppe finlandesi dispiegate nel settore di Taipale.
I finlandesi furono infatti costretti a ridispiegare uomini a Taipale, indebolendo le difese sull'Istmo occidentale. Ad ogni modo, grazie al successo ottenuto, l'esercito finlandese poté impadronirsi di armi ed equipaggiamento abbandonato dai sovietici.